# Montel Vontavious Porter
Hassan Hamin Assad (nascido Alvin Antonio Burke Jr.;Miami, 28 de outubro de 1973), mais conhecido pelo nome de ringue Montel Vontavious Porter ou MVP, é um ex-lutador profissional, manager e grappler estadunidense. Desde setembro de 2024, está assinado com a All Elite Wrestling (AEW), onde é o líder e manager on-screen do The Hurt Syndicate. Ele também trabalhou na WWE, Total Nonstop Action Wrestling (TNA) e New Japan Pro-Wrestling (NJPW). Entre essas três promoções, ele foi duas vezes campeão dos Estados Unidos da WWE, uma vez campeão de duplas da WWE (com Matt Hardy) e o primeiro campeão Intercontinental IWGP da NJPW.
Ele foi treinado por Soulman Alex G e Norman Smiley. Após concluir seu treinamento, começou a lutar por várias promoções independentes, incluindo uma passagem pela TNA. Durante seu tempo nessas promoções, venceu diversos campeonatos em competições individuais. Assad assinou com a WWE pela primeira vez em 2005 e foi designado para a Deep South Wrestling (DSW), um dos territórios de desenvolvimento da empresa na época. Após ser promovido para a marca SmackDown, fez sua estreia na WWE em outubro de 2006. Durante esse período, tornou-se o Campeão dos Estados Unidos de reinado mais longo na história do SmackDown. Após sua saída da WWE em 2010, juntou-se à NJPW em fevereiro de 2011, onde passou os próximos dois anos antes de sair em 2013. Posteriormente, voltou ao circuito independente e fez aparições na TNA (que foi renomeada para Impact Wrestling em 2017 e voltou a ser TNA em 2024) e na Ring of Honor (ROH). Retornou à WWE em janeiro de 2020, mas saiu em agosto de 2024. Em seguida, estreou na AEW no evento Dynamite: Grand Slam em 25 de setembro de 2024.

## Início de vida
Hassan Hamin Assad nasceu Alvin Antonio Burke Jr. no bairro de Liberty City em Miami, Flórida, em 28 de outubro de 1973. Ele cresceu em Opa-locka, Flórida. Seu pai era policial. Ele se juntou a uma gangue quando tinha 12 anos, descrevendo-a como uma "gangue de graffiti" que mais tarde se transformou em uma gangue de rua. Ele passou seis meses em um centro de detenção juvenil após um assalto. Mais tarde, ele completou nove anos e meio de uma pena de prisão de 18,5 anos por assalto à mão armada e sequestro, que começou aos 16 anos. Ele se converteu ao Islã enquanto estava na prisão e mudou seu nome, embora agora seja ateu. Devido ao seu registo criminal, as suas visitas a outros países em viagens internacionais estão sujeitas a autorizações e verificações de antecedentes para comportamento recente. Não relacionado ao seu histórico, Assad também não participa dos shows da WWE na Arábia Saudita, já que sua condição de ex-muçulmano é considerada uma ofensa punível no Reino.

## Carreira na luta livre profissional
Assad entrou no negócio da luta livre profissional com a ajuda de um agente penitenciário em sua prisão, que também trabalhava como lutador no circuito independente. Depois de ser treinado pelos ex-lutadores profissionais Soulman Alex G e Norman Smiley, Assad fez sua estreia no wrestling em 2002. Ele trabalhou para diversas empresas no circuito independente usando o nome Antonio Banks, incluindo aparições no Full Impact Pro (FIP) e Future of Wrestling (FOW), onde ganhou o Campeonato de Duplas deste último com o Punisher. Durante seu tempo na FIP, ele lutou contra Homicide pelo Campeonato Mundial dos Pesos Pesados no show Ring of Honor Do or Die IV em 19 de fevereiro de 2005, mas não ganhou o título. Ele também fez aparições esporádicas na Total Nonstop Action Wrestling (TNA), e lutou no episódio de 20 de abril de 2003 do TNA Xplosion. Ele apareceu novamente para a TNA em 6 de agosto de 2004, no episódio do Impact!, com Sal Rinauro como seu parceiro de duplas, perdendo para o America's Most Wanted. Ele também lutou pela Coastal Championship Wrestling (CCW) e pela Elite Wrestling Entertainment em 2005, competindo contra lutadores como Jerry Lynn e D'Lo Brown. Na CCW, ele conquistou o Campeonato Peso Pesado em 20 de agosto de 2005, ao derrotar Blackhart e Bruno Sassi em uma luta de trios.

### World Wrestling Entertainment

#### Deep South Wrestling (2005–2006)
Em 2005, após uma série de eventos ao vivo e dark matches, Assad assinou um contrato de desenvolvimento com a World Wrestling Entertainment (WWE) e foi designado para seu território de desenvolvimento Deep South Wrestling. Ele originalmente lutou com o nome de "Antonio Banks", mas depois desenvolveu a personalidade de Montel Vontavious Porter (MVP): um atleta arrogante e obcecado por si mesmo. Ele também participou de um episódio do SmackDown! em 13 de janeiro de 2005, sendo um dos policiais no ringue com Kurt Angle.

#### Rivalidade com Kane (2006–2007)

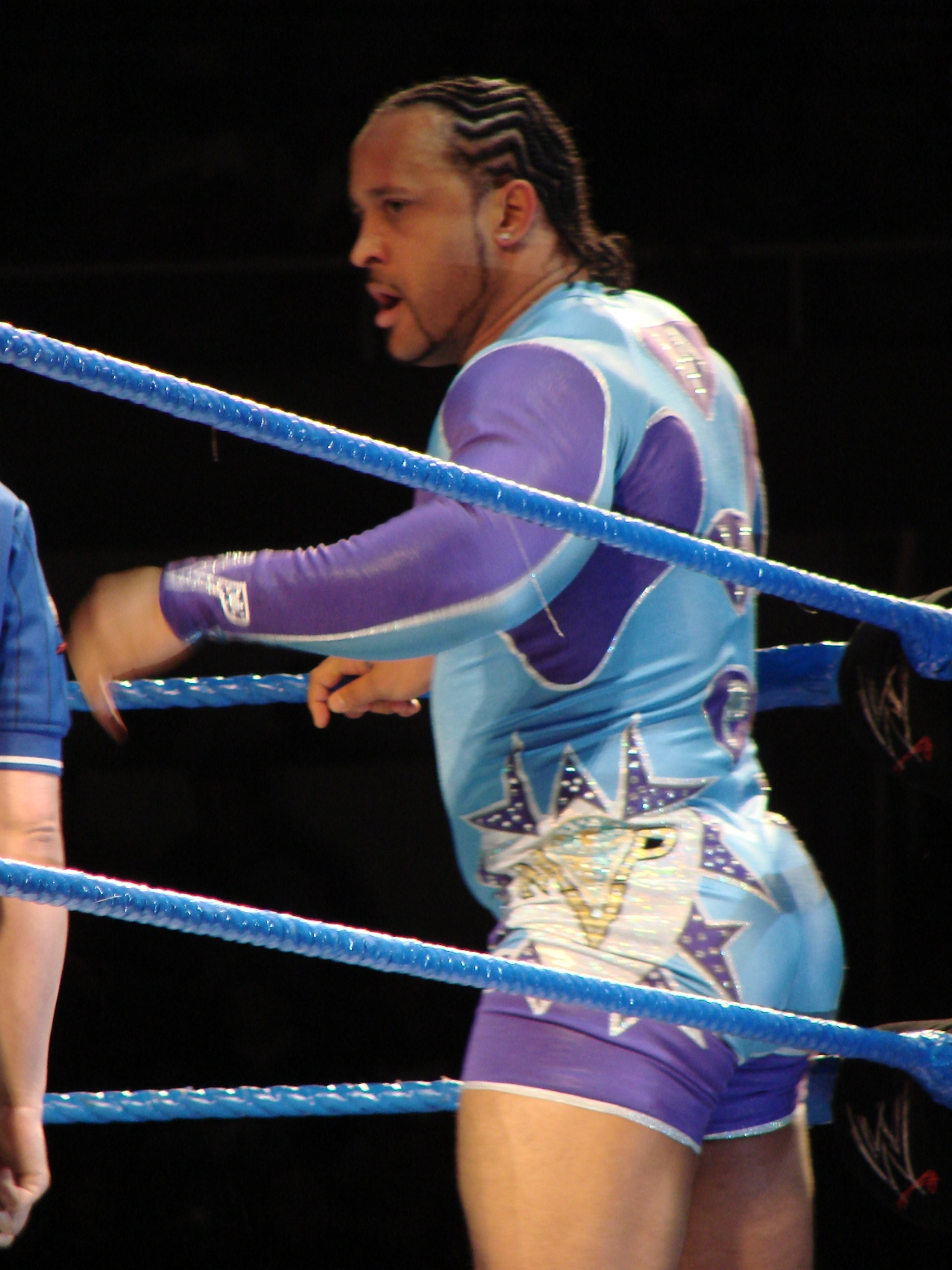
MVP durante um evento ao vivo do SmackDown!

Como MVP, ele fez sua primeira aparição na televisão WWE em 4 de agosto de 2006 no episódio do SmackDown!, durante o qual os locutores o descreveram como um cobiçado agente livre. O angle inicial envolveu MVP aparecendo nos bastidores e na multidão da arena, muitas vezes flanqueado por mulheres e/ou guarda-costas, e conversando com o Gerente Geral Theodore Long do SmackDown! sobre o contrato que seu agente (invisível) estava supostamente negociando agressivamente. Ao longo de seus segmentos, os comentaristas descreveram MVP como arrogante, observando que ele parava as conversas no meio para atender seu celular ou admirar suas próprias joias enquanto as pessoas falavam com ele. Finalmente, em 26 de setembro de 2006, o vídeo de uma coletiva de imprensa anunciando a assinatura do MVP do "maior contrato da história do SmackDown!" foi carregado no WWE.com.
MVP fez sua estreia no ringue no No Mercy como vilão com uma entrada no ringue apresentando um túnel inflável semelhante ao da NFL, antes de derrotar Marty Garner. Durante a partida, os comentaristas Michael Cole e John "Bradshaw" Layfield (JBL) criticaram a escolha do adversário, já que estava implícito que seria alguém "mais competente", e juntaram-se aos torcedores zombando de seu traje esportivo estilo ring gear, chamando-o de "patético" enquanto os fãs gritavam Power Ranger. No episódio seguinte do SmackDown!, MVP exigiu um oponente mais difícil para provar sua coragem, o que foi atendido por Kane fazendo sua estreia no SmackDown!. Os dois rivalizaram pelos próximos dois meses, com MVP marcando vitórias por pouco sobre Kane em uma Street Fight, uma luta Steel Cage e lutas de duplas com Mr. Kennedy contra os Brothers of Destruction reunidos, antes de perder para Kane em uma luta Inferno no Armageddon, do qual sofreu queimaduras de primeiro grau. Por causa das queimaduras ele ficou "fora de ação" por um curto período, durante o qual o comentarista JBL expressou raiva dos torcedores por torcerem por uma partida onde a única maneira de alcançar a vitória é colocar fogo em um adversário.

### Retorno à WWE (2018, 2020-presente)

#### Aparições esporádicas e retorno (2018, 2020)
Em 22 de janeiro de 2018, MVP fez uma aparição especial no episódio de 25º aniversário do Raw como uma lenda convidada da WWE, em um segmento de pôquer envolvendo também The APA (Bradshaw e Ron Simmons) e Ted DiBiase. Isso marcou sua primeira aparição de qualquer tipo na WWE em mais de oito anos.
Quando Paul Heyman trabalhava como diretor executivo da marca Raw, Hassan ligou para ele pedindo uma vaga no Royal Rumble, já que seria em Houston. Heyman concordou se também tivesse uma partida no Raw no dia seguinte. No final, a WWE e Hassan fizeram um acordo para trabalhar como lutador, empresário, produtor e comentarista. Em 26 de janeiro de 2020, no pay-per-view Royal Rumble, MVP retornaria novamente, como um herói, como um participante surpresa em 12º lugar na partida Royal Rumble, onde foi rapidamente eliminado por Brock Lesnar; isso marcou a primeira vez do MVP em um ringue da WWE em 10 anos. Na noite seguinte no Raw, MVP enfrentou Rey Mysterio, que perdeu. No episódio do Raw de 10 de fevereiro, MVP trouxe de volta "The VIP Lounge", com seu convidado sendo o vencedor do Royal Rumble de 2020, Drew McIntyre. Durante o segmento, MVP se tornou vilão pela primeira vez desde 2009, insultando os fãs e tentando aconselhar McIntyre a ser gerenciado por ele. No entanto, McIntyre desconsiderou o conselho e posteriormente atacou MVP. Na semana seguinte, MVP anunciou que foi contratado pela WWE como produtor de bastidores, embora ainda atuasse na tela. No episódio do Raw de 20 de abril, MVP enfrentou Apollo Crews para se qualificar para a luta Money in the Bank, mas foi derrotado.

#### The Hurt Business (2020–2022)
No Money in the Bank em 10 de maio, MVP estava escalado para enfrentar R-Truth, mas foi substituído por Bobby Lashley, que rapidamente derrotou Truth. Na noite seguinte no Raw, MVP alinhou-se com Lashley. No Backlash, MVP administrou Lashley enquanto desafiava Drew McIntyre pelo Campeonato da WWE, mas não teve sucesso em capturar o título devido a uma altercação entre MVP e a esposa de Lashley, Lana, que distraiu Lashley e permitiu que McIntyre mantivesse seu campeonato. Na noite seguinte no Raw, Lashley teve uma revanche contra McIntyre pelo Campeonato da WWE em uma luta de duplas que também envolveu MVP e R-Truth, mas ele perdeu novamente quando este último derrotou MVP. No episódio do Raw de 20 de julho, Shelton Benjamin se juntou ao seu grupo, agora conhecido como The Hurt Business.
MVP então começou uma rivalidade com o Campeão dos Estados Unidos Apollo Crews, depois que MVP lhe ofereceu seus serviços, mas Crews recusou. Durante o enredo, MVP se autoproclamou o verdadeiro Campeão dos Estados Unidos quando revelou um novo design de cinto. No The Horror Show at Extreme Rules, Crews não apareceu para a partida agendada, então MVP se declarou campeão. No entanto, MVP enfrentou Crews duas vezes, uma no Raw e outra no SummerSlam, falhando em ambas as vezes. No Payback, Lashley derrotou Crews para ganhar o Campeonato dos Estados Unidos. No episódio do Raw de 7 de setembro, Cedric Alexander se juntou ao The Hurt Business quando traiu Crews e Ricochet durante uma luta de seis homens, atacando-os e ajudando o The Hurt Business a vencer a partida. No TLC, ele esteve presente quando Alexander e Benjamin venceram o Campeonato de Duplas do Raw. No início de 2021, MVP sofreu uma lesão na perna e começou a usar uma muleta para se movimentar, o que o tirou do ringue. Ele esteve presente quando Bobby Lashley venceu o Campeonato da WWE no episódio de 1º de março do Raw.
No episódio do Raw de 29 de março, Lashley atacou Alexander e Benjamin devido à perda do Campeonato de Duplas do Raw e à derrota para Drew McIntyre em uma luta handicap 2 contra 1, expulsando assim a dupla da facção no processo. Lashley proclamaria que The Hurt Business havia acabado. MVP declarou mais tarde no Twitter que The Hurt Business ainda está em ação, composto agora apenas por ele e Lashley, e que estava aberto para novos membros.
No episódio do Raw de 5 de julho, MVP lutou pela primeira vez desde sua lesão no início do ano, em uma luta com Bobby Lashley contra Kofi Kingston e Xavier Woods, também conhecido como The New Day. A equipe de MVP e Lashley perdeu a partida. No episódio do Raw de 30 de agosto, MVP e Lashley desafiaram RK-Bro pelo Campeonato de Duplas do Raw, mas não tiveram sucesso em ganhar os títulos. No episódio do Raw de 13 de setembro, MVP quebrou uma costela após receber um RKO de Randy Orton, o que o colocou fora de ação por tempo indeterminado. Ele voltou no episódio do Raw de 8 de novembro, acompanhando Lashley ao ringue para sua luta contra Dominik Mysterio.

#### Aliança com Omos (2022–presente)
No episódio do Raw de 4 de abril de 2022, MVP se voltou contra Lashley e se alinhou com Omos. MVP ajudou Omos a derrotar Lashley na WrestleMania Backlash. Isso levou a uma partida de handicap 2 contra 1 no Hell in a Cell, onde MVP e Omos perderam para Lashley, encerrando sua rivalidade.

## Títulos e prêmios
- Coastal Championship Wrestling

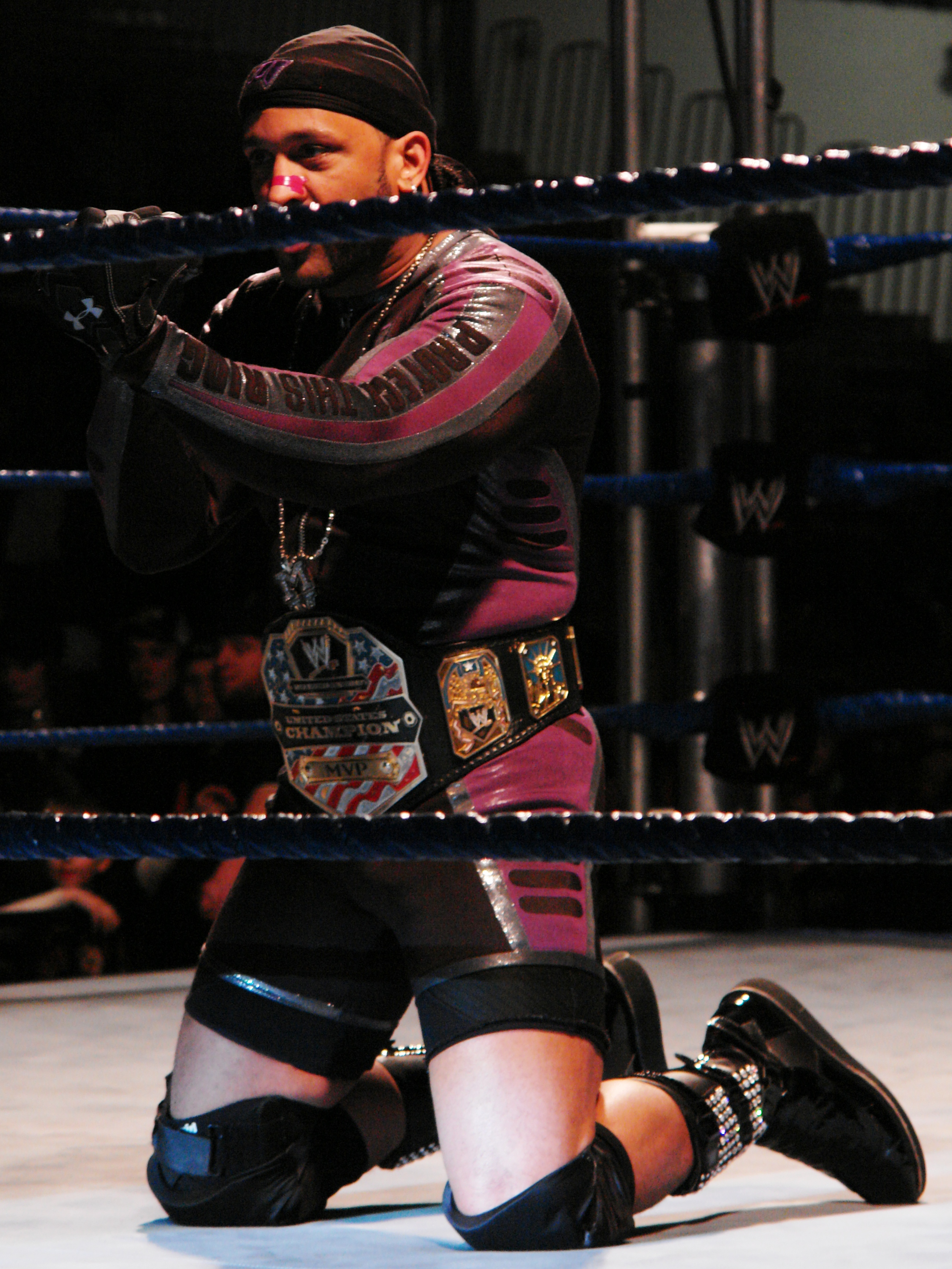
Montel Vontavious Porter como Campeão Americano da WWE

  - CCW Heavyweight Championship (1 vez)
- Future of Wrestling
  - FOW Tag Team Championship (1 vez) - com Punisher
- New Japan Pro Wrestling
  - IWGP Intercontinental Championship (1 vez)
  - IWGP Intercontinental Championship Tournament (2011)
- Pro Wrestling Illustrated
  - PWI o colocou como #47 dos 500 melhores wrestlers de 2007
- WWE
  - WWE Tag Team Championship (1 vez) - com Matt Hardy
  - WWE United States Championship (2 vezes)
- Xtreme Wrestling Alliance
  - XWA Heavyweight Championship (2 vezes)